# Michael Frontzeck
Michael Frontzeck (Mönchengladbach, 1964. március 26. –) Európa-bajnoki ezüstérmes német labdarúgó, hátvéd, edző.

## Pályafutása

### Klubcsapatban
Az SpVgg Odenkirchen csapatában kezdte a labdarúgást, majd a Borussia Mönchengladbach korosztályos együttesében folytatta. 1982-ben mutatkozott be az élvonalban. Tagja volt az 1984-es nyugatnémet kupadöntős csapatnak. 1989-ig 190 bajnoki mérkőzésen szerepelt és 17 gólt szerzett. 1989 és 1994 között a VfB Stuttgart együttesében szerepelt, ahol tagja volt az 1991–92-es bajnokcsapatnak. Az 1994–95-ös idényben a VfL Bochum, majd 1995 tavaszán ismét anyaegyesülete, a Borussia Mönchengladbach játékosa volt. 1995 és 1997 között az angol Manchester City labdarúgója volt. 1997-ben hazatért és két idényen át az SC Freiburg csapatát erősítette. 1999–2000-ben ismét a Borussia csapatában szerepelt és itt vonult vissza az aktív labdarúgástól 2000 májusában.

### A válogatottban
1984 és 1986 között hat alkalommal játszott az NSZK U21-es csapatában. 1984 és 1992 között 19 alkalommal szerepelt a német válogatottban. Tagja volt az 1992-es Európa-bajnoki ezüstérmes csapatnak Svédországban.

### Edzőként
2000-ben a Borussia Mönchengladbach csapatánál kezdte edzői pályafutását, mint segédedző. Itt 2003-ig dolgozott. 2004 és 2005 között a Hannover 96 együttesénél is segédedzőként tevékenykedett. 2006. szeptember 13-án az újonc Alemannia Aachen vezetőedzője lett az élvonalban. A 2006-07-es idény végén mikor csapata kiesett első osztályból lemondott posztjáról.
2008 januárjában az Arminia Bielefeld vezetőedzője lett, az ideiglenes Detlev Dammeiert váltva. Bár 2010-ig szólt a szerződése, de 2009. május 17-én felmondtak neki.
2009. június 3-án a Borussia Mönchengladbach bejelentette, hogy Frontzeck visszatért és kétéves szerződést kötött a klubbal 2011. június 30-ig. 2011. február 13-án az FC St. Pauli elleni vereség után a klub vezetősége felmondott neki.
2012. október 3-án kinevezték az FC St. Pauli vezetőedzőjének, André Schubertet leváltva. 2013. november 6-án a klub vezetősége leváltotta. 2015. április 20-án kinevezték a Hannover 96 vezetőedzőjének. Május 28-án további 2 évvel meghosszabbították, majd december 21-én menesztették. 2018. február 1-jén aláírt a Kaiserslautern csapatához. Ugyanebben az évben, december 1-jén távozott a klubtól.

## Sikerei, díjai
Németország
- Európa-bajnokság
  - ezüstérmes: 1992, Svédország

 Borussia Mönchengladbach
- Nyugatnémet kupa (DFB-Pokal)
  - döntős: 1984

 VfB Stuttgart
- Német bajnokság (Bundesliga)
  - bajnok: 1991–92